# Saint-Quentin-sur-Nohain
Saint-Quentin-sur-Nohain ist eine französische Gemeinde mit 98 Einwohnern (Stand 1. Januar 2022) im Département Nièvre in der Region Bourgogne-Franche-Comté. Die Bewohner werden Quintinois und Quintinoises genannt.

## Geografie
Die bäuerliche Gemeinde liegt am Fluss Nohain.

## Bevölkerungsentwicklung
| Einwohner                  | 158 | 149 | 125 | 114 | 130 | 124 | 127 | 91 |
| Quellen: Cassini und INSEE |     |     |     |     |     |     |     |    |

## Sehenswürdigkeiten
- Kirche Saint-Quentin, neu errichtet im 19. Jahrhundert